# Teodoric II d'Autun
Thierry II o Teodoric II d'Autun fou un comte d'Autun i de Mâcon, de la família dels Guillèmides. La seva filiació és incerta i apareix com fill de Teodoric I d'Autun o de Teuduí d'Autun (fill de Teodoric I). Armand de Fluvià el cita com a comte d'Autun i fill de Teuduí comte d'Autun i diu que va morir sense successió després del 821, i el seu cosí germà Teodoric (que seria Teodoric III d'Autun), fill de Guillem I de Tolosa, també és esmentat com a comte d'Autun, mort vers 840 (sense successió coneguda). No se saben prou coses sobre aquest comte i la seva filiació així com la seva qualitat de comte d'Autun i Mâcon estan encara subjectes a discussió.
És citat en les Europäische Stammtafeln, però la font que permet establir que era un fill del comte Teudoí no ha estat identificada. Pierre Riché el qualifica de comte d'Autun i el fa un fill de Teodoric I d'Autun, comte d'Autun i Màcon, però hi podria haver una confusió amb el nebot homònim. Christian Settipani el col·loca com a comte d'Autun, fill de Teudoí en una genealogia dels Guillèmides i dels Nibelúngides, però no dona tampoc fonts.
Finalment, la Foundation for Medieval Genealogy l'identifica amb un Teodoric citat en el Manual de Duoda, esposa de Bernat de Septimània, com el padrí del seu fill Guillem, Teodoric, que no pot ser identificat ni al fill homònim de Teodoric I per raons cronològiques, ni al fill homònim de Guillem de Gel·lona, ja que aquest últim és citat en una altra banda al mateix manual sense que aquesta qualitat de padrí sigui esmentada. Per tant, com a germà de Guillem de Gel·lona seria la millor opció. La Fundació el cita sense donar la seva qualitat de comte d'Autun.